# کا ترو

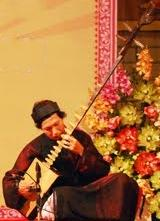
یک مرد نوازنده دان دائی đàn đáy.

کا ترو (ویتنامی: Ca trù؛ 歌籌)؛ [ka: ʈû] که به نام‌های هات کو دائو hát cô đầu یا هت نائی hát nói نیز شناخته می‌شود، گونه‌ای قصه‌گویی همراه با موسیقی ویتنامی است که توسط یک زن خوانندهٔ برجسته اجرا می‌شود و منشأ آن در شمال ویتنام است. کا ترو در بیشتر طول تاریخ خود، با نوعی سرگرمی مانند پانسوری همراه بوده‌است، که سرگرمی ثروتمندان را با اجرای ترانه‌های مذهبی برای دربار سلطنتی ترکیب می‌کرد.
کا ترو در سال ۲۰۰۹ در فهرست میراث فرهنگی ناملموس که به مراقبت فوری احتیاج دارند، قرار گرفت.

## نگارخانه

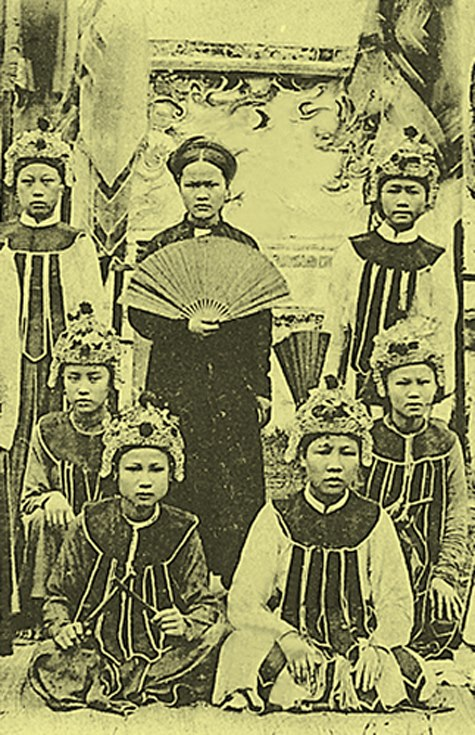
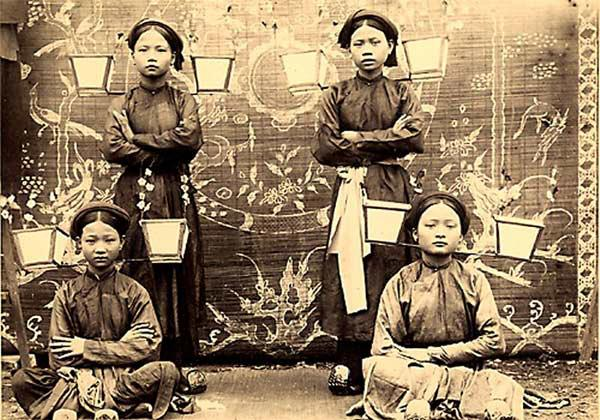
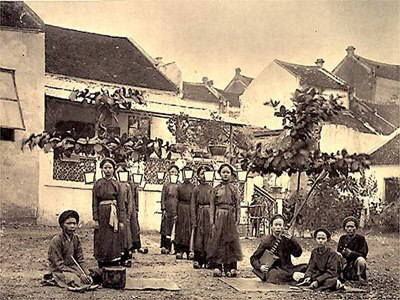
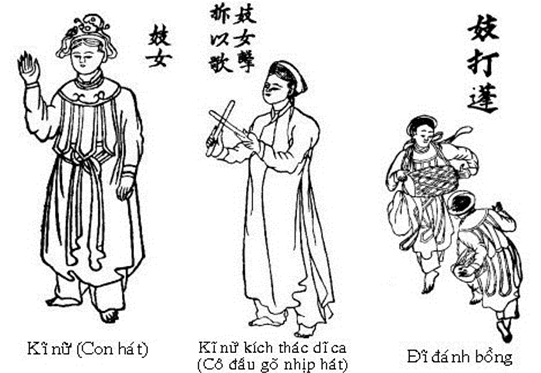